# A500高速公路
A500高速公路是法国的一条高速公路，始于Turbie，终于摩纳哥边界线，与A8高速相连。A500在与摩洛哥边境线处与6007国道相连。该高速全长2千米，于1992年建成通车。